# Theodore (Queensland)

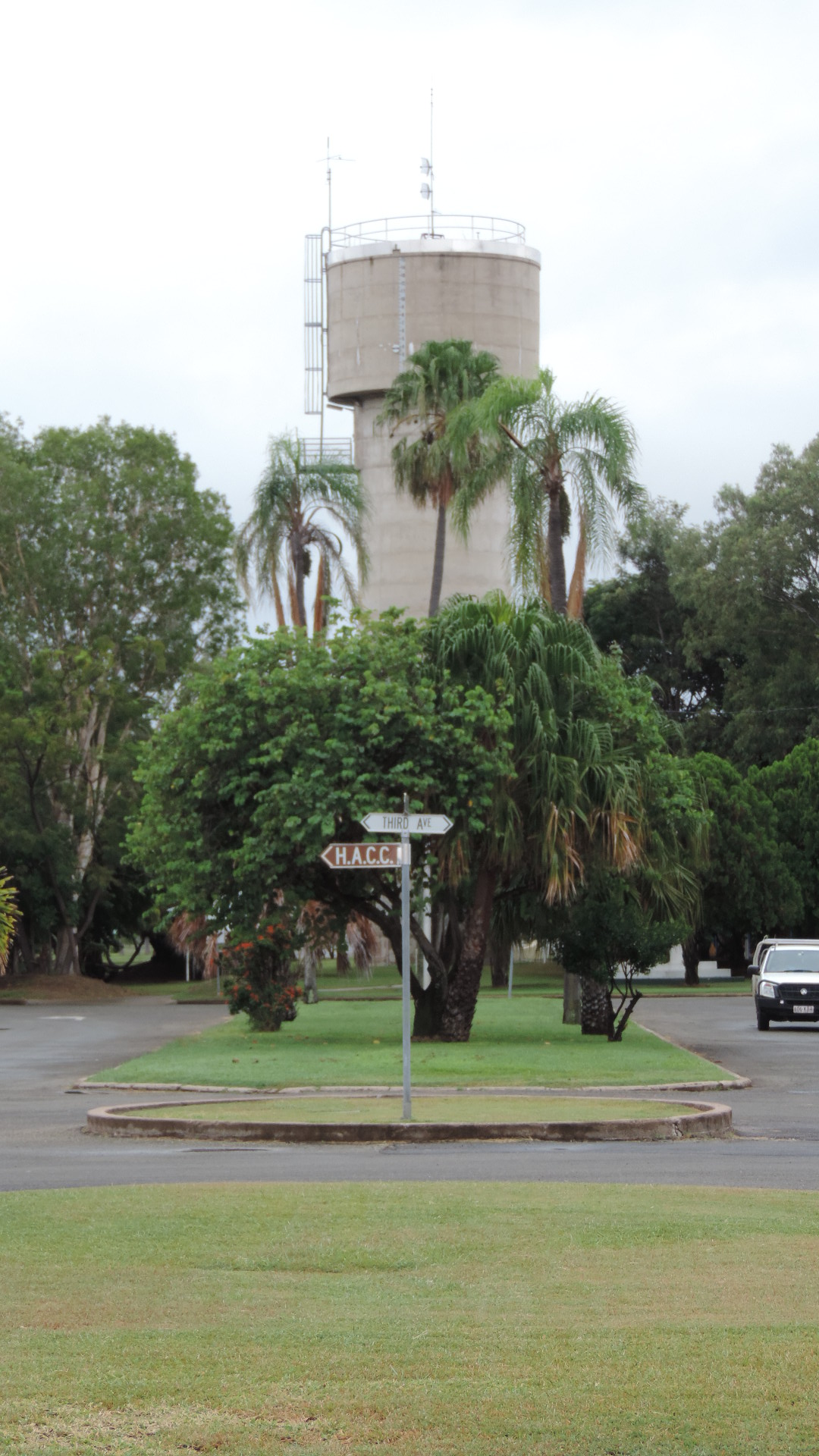
Wasserturm am Kreisverkehr am The Boulevard, Theodore.

Theodore ist eine am Dawson River gelegene Kleinstadt im australischen Bundesstaat Queensland. Sie ist nach dem australischen Politiker Ted Theodore benannt. Theodore liegt im lokalen Verwaltungsgebiets (LGA) Banana Shire Council.
Wirtschaftlich bedeutend sind die Kohlegewinnung im nahegelegenen Bowenbecken, eine Sägemühle sowie einige landwirtschaftliche Bewässerungsprojekte.
Im Laufe des Jahres 2010 kam es wiederholt zu Überschwemmungen durch den Dawson River. Nach starken Regenfällen führte erneutes Hochwasser am 28. Dezember 2010 zu einem Pegelstand des Dawson Rivers von über 14 m. Die Stadt wurde in der Folge der katastrophalen Überschwemmungen in Queensland Ende 2010 bis 2011 vollständig evakuiert.